# Помаро ди Сото (Асколи Пичено)
Помаро ди Сото (итал. Pomaro di Sotto) насеље је у Италији у округу Асколи Пичено, региону Марке.
Према процени из 2011. у насељу је живело 11 становника. Насеље се налази на надморској висини од 602 м.